# لینگوس
لینگوس (به انگلیسی: Lingoes) یک نرم‌افزار مترجم رایگان است.

این برنامه اغلب با نرم‌افزار بابیلون مقایسه می‌شود.

## امکانات
- محیط ساده
- سرعت بالا در ترجمه لغات
- امکان تلفظ لغات
- اتصال به لغتنامه‌های آنلاین و ویکی‌پدیا
- ارائه انواع تبدیل‌کنندهٔ واحدها
- امکان استفاده از دیکشنری
- قابلیت ترجمهٔ متن با استفاده از مترجم‌های آنلاین مانند مترجم گوگل